# Sphaerostephanos ekutiensis
Sphaerostephanos ekutiensis är en kärrbräkenväxtart som beskrevs av Holtt. Sphaerostephanos ekutiensis ingår i släktet Sphaerostephanos och familjen Thelypteridaceae. Inga underarter finns listade.